# Gerhard 6. af Oldenburg
Gerhard 6. af Oldenburg (også Gerhard "den stridbare" af Oldenburg (tysk: Gerhard "der Streitbare") og Gerhard "den modige" af Oldenburg (tysk: Gerd "der Mutige"), født 1430, død i Frankrig 22. februar 1500) var greve af Oldenburg 1440/1450-1486 (abdicerede).

## Liv og gerning
Han var søn af grev Didrik den Lykkelige af Oldenburg (død 1440) og Hedvig af Holsten (død 1436) og broder til den senere Christian 1.
Gerhard fik i 1454 af broderen Christian dennes del af grevskabet Oldenburg og i 1460 (da Christian var blevet konge i Danmark) løfte om et stort pengebeløb som erstatning for arveretten til Hertugdømmet Holsten. Da Gerhard ikke fik pengene, forsøgte han i 1465-1466 at vinde sig et eget vælde i Hertugdømmet Slesvig og Holsten og blev i nogle år broderens statholder. Gerhard kom senere i strid, først med den holstenske adel og senere med Christian, som i 1470 fratog ham hans værdighed. I 1472 forsøgte Gerhard uden succes at vende tilbage til Holsten.
I egenskab af greve af Oldenburg lå Gerhard i langvarig strid med ærkebiskoppen af Bremen, overdrog i 1486 styret til sine sønner og døde i Frankrig år 1500.
Gerhard skal have stået på god fod med bønderne, både i Holsten og Oldenburg.
Anton Günther (1583-1667) var den sidste greve af denne slægtslinje.